# ساند بلاستر
ساند بلاستر (انگلیسی: Sound Blaster) عنوان خانواده مجموعه‌ای حرفه‌ای از کارت صدا سفارشی‌شده و ارائه شده توسط شرکت کرتیو تکنولوژی است

## نگارخانه

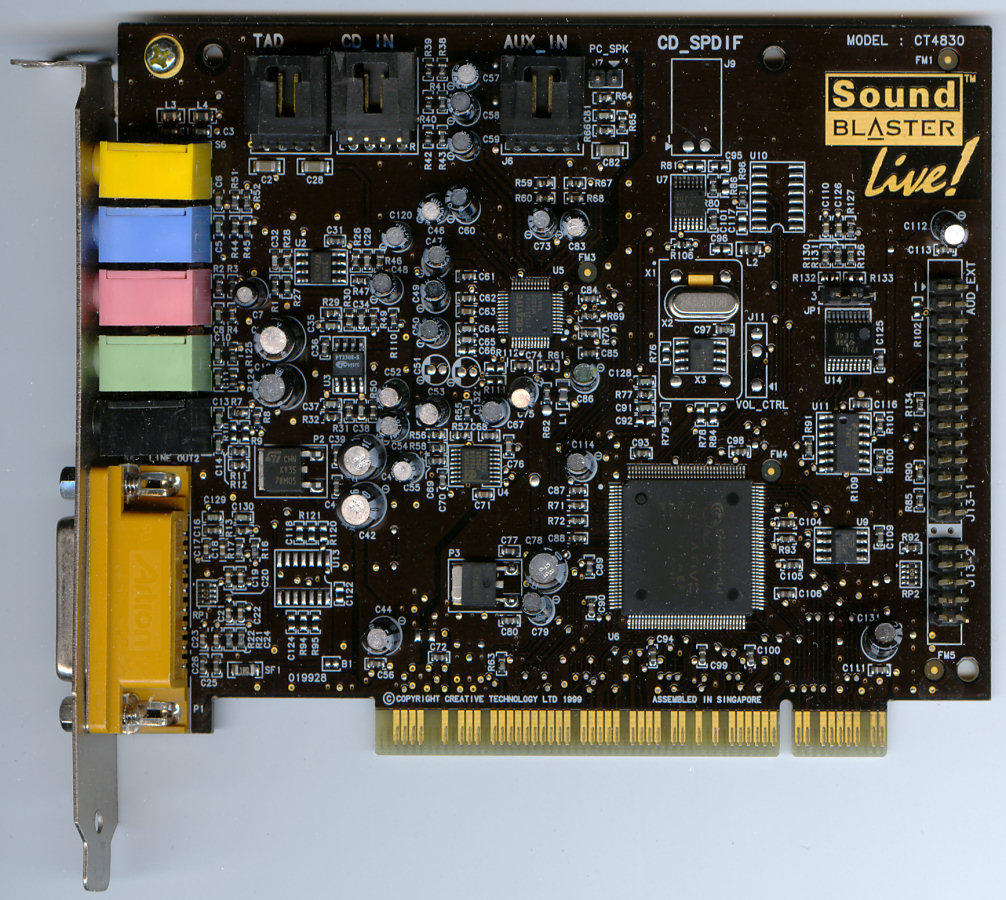
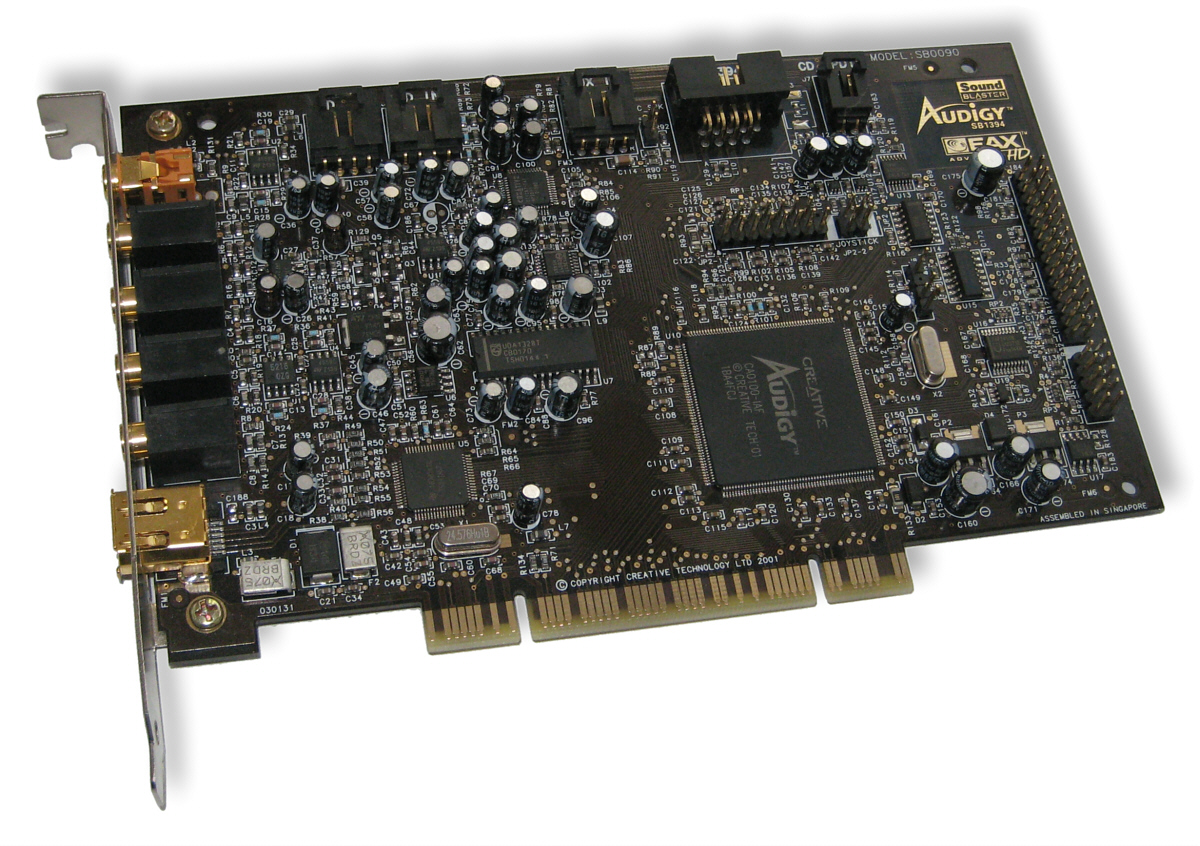
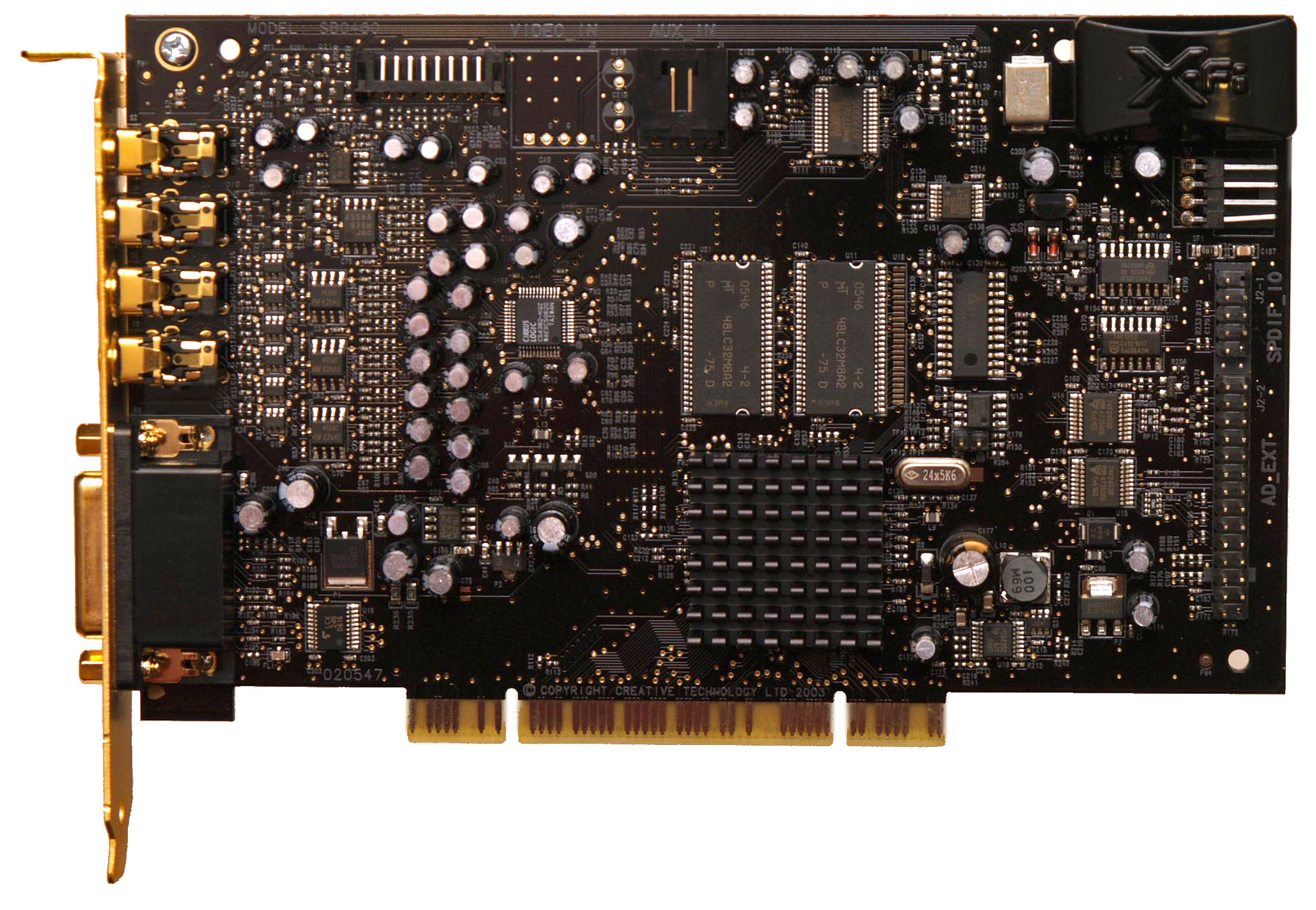
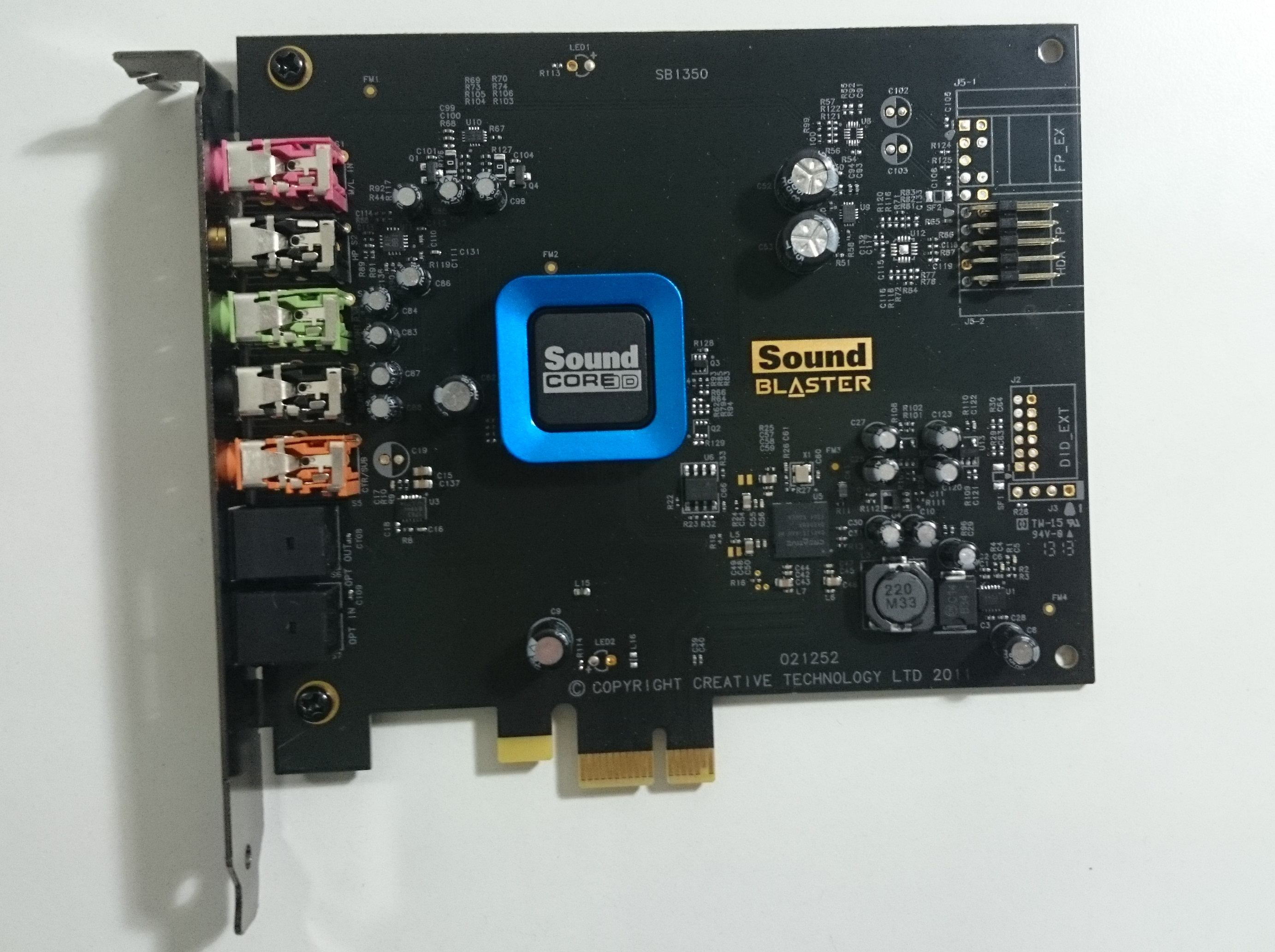
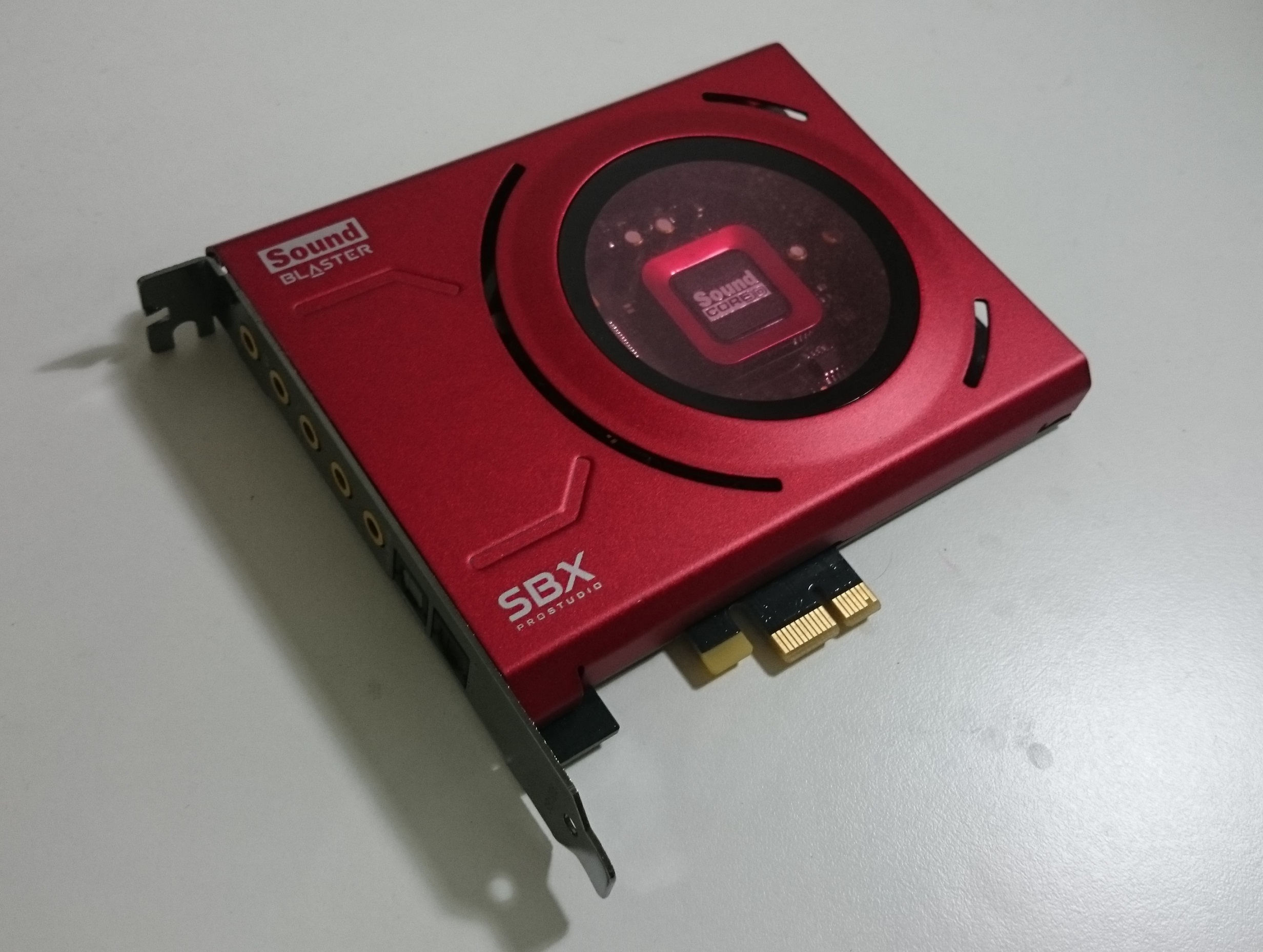
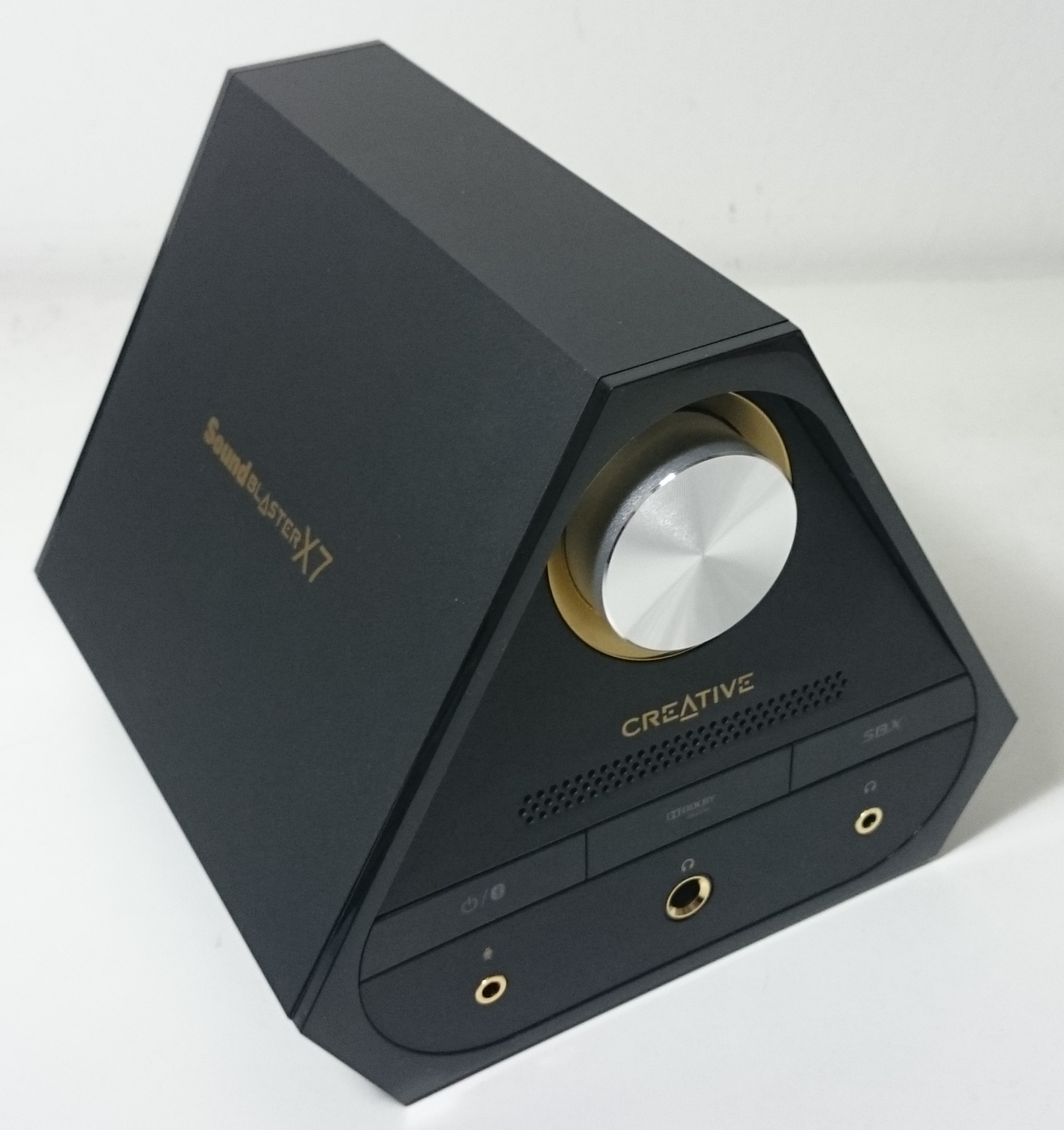